# Мама и папа
В лингвистике понятие «мама и папа» относится к последовательности звуков /ma/, /mama/ и им подобных, которые во многих, часто совершенно между собой не связанных языках, соответствуют словам «мать» и «отец».

## Примеры
Ниже примеры из разных языков

### Индоевропейские языки
- В русском языке имеются слова мама, папа, деда и баба (деда — только в детской речи).
- Итальянское mamma, румынское mama, испанское mamá и португальское mamãe. В латыни, к которой восходят эти языки, существовали слова mater и pater.
- В английском языке существует тенденция использовать открытые гласные [ɑ] и [ɐ] в словах mama/momma и mum/mom.
- В голландском языке mama и papa также являются наиболее распространенными обращениями ребенка к своим родителям.
- В армянском языке մայր [mayr] — мать; հայր [hayr] — отец; պապ [pap] — дед; տատ [tat] — бабушка. Дети чаще обращаются к родителям մամա [mama] для матери и պապա [papa] для отца.
- Из-за широкой распространённости mama и papa были приняты в интерлингве.

### Неиндоевропейские языки
- Грузинский язык примечателен тем, что в нём сходные по форме слова имеют обратное по сравнению с другими языками значение: «отец» будет მამა mama, в то время как «мать» будет დედა deda.
- Также и в лакском языке понятие «мама» обозначается словом «дада», а «отец» словом «мямма».[1]
- В китайском языке слову «мать» соответствует ма, мама, му и нян. Папа будет ба, баба (китайское «б» не обладает звонкостью и близко к «п» без придыхания), фу или де.
- Ma используется для обозначения матери в изолированном североамериканском языке кутенай, распространённом на юго-востоке Британской Колумбии.
- В японском языке основными словами со значением «мать» и «отец», не сочетающимся с гоноративами, является хаха и тити, которые несомненно происходит из прото-старояпонских *папа и *тити (современное японское /h/ восходит к губно-губному фрикативу [ɸ], который, в свою очередь, является формой более старого *п). Наряду с родными терминами, в японском функционируют заимствования: мама и папа, имеющие неформальный оттенок. Обычными словами для названия чужих матери и отца, а также для вежливого обращения к собственным родителям, являются китаизмы о-ка:-сан и о-то:-сан. Эти слова считаются вежливыми.
- В тайском языке «мать» будет me3e (долгое e с глоттализированным нисходящим тоном), а «отец» — pho3o (с придыхательным /pʰ/).
- В тагальском языке, принадлежащем к австронезийской семье языков, матерей зовут nánay или ináy (уменьшительное от iná «мать»), а отцов — tátay (наоборот, форма, не связанная со словом amá «отец»). Благодаря контактам с испанским и английским языками, также используются mamá, papá, ma(m(i)), и dad [dʌd] или dádi.
- В кечуа и аймара mama означает «мать». «Отец» на аймара —tata, а на кечуа — tayta [tajta].

## Объяснение
Причиной этого интересного межязыкового феномена считается простота произнесения используемых звуков. Исследования показали, что дети, учащиеся говорить, упражняют открытый гласный звук [a] и губные согласные (чаще всего [p], [b], и [m]). Практически не существует языков, в которых отсутствовали бы губные согласные, а открытый гласный, подобный [a], имеется во всех без исключения языках. Тагальские слоги -na-/-ta- мама/папа параллельны более популярным ma/pa в назальности/оральности согласных и совпадают по месту артикуляции. Существуют, однако, отклонения от этого правила.
Понятия материнства и отцовства как таковые никак не связаны со звуками. Поразительное межъязыковое сходство между этими терминами считается результатом природы овладения языком (Jakobson, 1962). Согласно Якобсону, эти слова — первые похожие на слова звуки, которые произносят лепечущие дети. Родители склонны ассоциировать первые детские звуки с собой.
Поэтому нет оснований приписывать существующее сходство между словами общему происхождению. Основные термины для родства мама и папа часто могут быть «ложными друзьями» — неродственными словами, совпадающими в разных языках (Например, къхунг ba, иврит аба, китайский bàba, персидский baba, и французский papa (все со значением «отец»), хауса «baba»; или навахо ма, китайский māma, суахили mama, кечуа mama, английский mama).
В японском языке первоначальное детское мама интерпретируется как «еда» (сюда же лат. mamma «грудь, сосок»). В некоторых испанских диалектах papa в детской речи также употребляется в этом значении, а buba или pupa значит «боль» (сравни с русским «бо-бо» или английским boo-boo). Эти понятия — первые, которые дети стремятся передать своим родителям. С точки зрения этой идеи можно рассмотреть также английские poo (какать) и pee (пи́сать), не говоря уже о английском baby, испанском bebé и кечуа wawa («дитя»), все из которых характеризуются простой слоговой структурой и губными согласными.
Кроме того, психолингвистические эксперименты показали, что мозг новорожденного лучше всего реагирует именно на звучание слов с повторяющимися смежными слогами (например, на псевдослова типа мубаба, пенана), но не на слова с разными слогами (типа мубаге, пенаку) либо слова без смежного повторения одинаковых слогов (бамуба, напена).